# 哥伦比亚大学通识教育学院
哥伦比亚大学通识教育学院（英語：School of General Studies, Colombia University， 简称GS）是哥伦比亚大学直属的三所本科学院之一，位于大学在纽约市曼哈顿晨边高地的主校区。通识教育学院主要因向非传统学生(即学业停止达到或超过一年的学生，或是修读双学位的学生)提供其传统的本科学位项目而知名。通识教育学院的学生占哥伦比亚本科生的30%左右。
通识教育学院与美國猶太教神學院，法国巴黎政治学院，爱尔兰三一学院，以及香港城市大学提供双学位项目。